# 揭示計畫
揭示計劃是由國際科學家合作開展的一系列正在進行的天體物理學模擬 。目的是用一個全面的物理模型來研究宇宙中星系的形成和演化過程。在廣泛的新聞報導之後，許多出版物都描述了早期結果。該專案計劃於2015年4月公開發佈了模擬產生的所有數據。揭示計劃模擬的主要開發人員是福爾克爾·施普林格爾（英語：Volker Springel，馬克斯·普朗克天體物理研究所所長）和馬克·福格斯伯格（英語：Mark Vogelsberger，麻省理工學院）。揭示計劃模擬的框架和星系形成模型已用於廣泛的衍生專案，起始於Auriga和IllustrisTNG（均為 2017年），接續為Thesan (2021), MillenniumTNG（2022年）和TNG-Cluster（2023年）。

## 揭示計劃模擬

### 概述

宇宙的大尺度結構模擬－類似於揭示計畫。

揭示計畫包括大尺度結構、類比宇宙論的 宇宙演化，跨越从大霹靂的初始條件，一直到138億年之後的現代。為了更好的了解宇宙的性質，包括星系形成、暗物質和暗能量，基於當前可用的最精確資料和演算法，建模與可觀測宇宙比較。早期的结果在广泛的新闻报道之后的许多出版物中被描述。该项目公开发布了2015年4月的模拟产生的所有数据。

## 演算法
主要的揭示類比在法國CEA (France)的居禮超級電腦、德國萊布尼茲超級計算中心的SuperMUC、和美國麻省理工學院的一部超級電腦上執行運算。總共耗用了8,192個CPU核的1,900萬小時。尖峰記憶體的使用量是25TB的RAM ，累積的資料總量超過230TB，在模擬類比中儲存了136件快照。

## 公开资料发布
2015年4月（第一篇论文发表后11个月），项目组从所有模拟中公开发布所有数据产品。所有原始数据文件可以通过数据发布网页 （页面存档备份，存于）直接下载。 这包括单个光环和子光环系统的组目录，通过时间跟踪这些对象的合并树，135个不同时间点的全快照粒子数据以及各种补充数据目录。 除了直接的数据下载外，基于Web的API还可以完成许多常见的搜索和数据提取任务，而无需访问完整的数据集。

## 外部連結
- 官方网站
- Press release （页面存档备份，存于） - Harvard-Smithsonian Center for Astrophysics (7 May 2014).
- Video (06:44) - "Illustris" Simulation （页面存档备份，存于） - Illustris-Project （页面存档备份，存于） (6 May 2014).
- Video (86:49) - "Search for Life in the Universe" （页面存档备份，存于） - NASA (14 July 2014).